# San Pedro dos Nabos
San Pedro dos Nabos es un lugar español situado en la parroquia de Teijido, del municipio de El Bollo, en la provincia de Orense, Galicia.

## Demografía
| Gráfica de evolución demográfica de San Pedro dos Nabos entre 2000 y 2022 |
|                                                                           |
| Datos según el nomenclátor publicado por el INE.                          |